# Elecciones estatales de Guerrero de 1993
Las elecciones estatales de Guerrero de 1993, se llevó a cabo en dos jornadas diferentes. La primera de ellas el domingo 7 de febrero de 1993, y en ellas se renovarán los cargos de elección popular en el Estado mexicano de Guerrero:
- Gobernador de Guerrero. Titular del Poder Ejecutivo del Estado, electo para un período de seis años no reelegibles en ningún caso. El candidato electo fue Rubén Figueroa Alcocer.
- 39 Diputados al Congreso del Estado. Por cada mayoría de los Distritos Electorales.

Y la segunda el domingo 3 de octubre en que se eligió.
- 76 Ayuntamientos. Formados por un Presidente Municipal y regidores, electo para un período de tres años, no reelegibles en ningún período inmediato.

## Resultados Electorales
| Partido/Alianza                                          | Candidato               | Votación |
| -------------------------------------------------------- | ----------------------- | -------- |
| Partido Revolucionario Institucional                     | Rubén Figueroa Alcocer  | Hecho    |
| Partido de la Revolución Democrática                     | Félix Salgado Macedonio | 26.6%    |
| Partido Acción Nacional                                  | Max Tejada Martinez     | 2.5%     |
| Partido del Trabajo                                      | Félix Salgado Macedonio | n/d      |
| Partido Verde Ecologista de México                       | No registró candidato   | n/d      |
| Partido Popular Socialista                               | Heriberto Noriega Cantú | n/d      |
| Partido Auténtico de la Revolución Mexicana              | Ramón Reyes Carreto     | n/d      |
| Partido del Frente Cardenista de Reconstrucción Nacional | Fernando Pineda         | n/d      |
| Partido Demócrata Mexicano                               | No registró candidato   | n/d      |
| Partido Cívico Guerrerense                               | Pilar Campos            | n/d      |

### Ayuntamientos

#### Ayuntamiento de Chilpancingo
- Jorge León Robledo  Hecho

#### Ayuntamiento de Acapulco
- Rogelio de la O Almazán  Hecho

#### Ayuntamiento de Iguala
- José Luis Román Román  Hecho